# Artéfact glossokinétique
 (avril 2020).
Si vous disposez d'ouvrages ou d'articles de référence ou si vous connaissez des sites web de qualité traitant du thème abordé ici, merci de compléter l'article en donnant les références utiles à sa vérifiabilité et en les liant à la section « Notes et références ».
Artéfact glossokinétique est un terme utilisé en neurologie et plus précisément en électro-encéphalographie (EEG) pour parler de l'impact des mouvements de l'organe de la langue sur les résultats d'un examen de la mesure de l'activité électrique du cerveau.
En plus de l'activité du muscle, la langue (comme le globe oculaire) fonctionne comme dipôle (2 pôles), avec le pôle négatif situé à la base de la langue. Dans ce cas-ci, le bout de la langue (positif) est la partie la plus importante parce qu'il est plus mobile. L'artéfact produit par la langue a un large champ potentiel qui descend à partir de la région frontale aux secteurs occipitaux, bien qu'il soit moins prononcé que ce qui est produit par des artéfacts du mouvement de l'œil. L'amplitude du potentiel est de plus grande infériorité que dans des régions parasagittales (un organe situés dans un plan parallèle); la fréquence est variable mais habituellement dans la gamme du delta et se produit synchroniquement quand le patient prononce "Lah-lah-lah-lah" ou "Lilt-lilt-lilt-lilt" ce qui peut être vérifié par le technicien. La mastication et la succion peuvent produire des artéfact semblables. Celles-ci sont généralement observées chez de jeunes patients. Cependant, elles peuvent également être observées chez des patients présentant une démence ou ceux qui sont peu coopératifs.